# Pleasanton (Californië)
Pleasanton is een stad in Alameda County in de Amerikaanse staat Californië.

## Geografie
De totale oppervlakte bedraagt 56,5 km² (21,8 mijl²) waarvan 56,1 km² (21,7 mijl²) land is en 0,4 km² (0,2 mijl²) of 0,78% water is.

## Demografie
Volgens de census van 2000 bedroeg de bevolkingsdichtheid 1134,1/km² (2938,1/mijl²) en bedroeg het totale bevolkingsaantal 63.654 dat bestond uit:
- 80,44% blanken
- 1,38% zwarten of Afrikaanse Amerikanen
- 0,33% inheemse Amerikanen
- 11,69% Aziaten
- 0,13% mensen afkomstig van eilanden in de Grote Oceaan
- 2,35% andere
- 3,68% twee of meer rassen
- 7,87% Spaans of Latino

Er waren 23.311 gezinnen en 17.390 families in Pleasanton. De gemiddelde gezinsgrootte bedroeg 2,72.

## Luchthavens
De dichtstbijzijnde luchthaven in de buurt van Pleasanton is Oakland (OAK) Airport dat zich op zo'n 30 kilometer afstand bevindt. Andere luchthavens in de buurt zijn San Jose (SJC) 33 kilometer, San Francisco (SFO) 45 kilometer en Sacramento (SMF) 118 kilometer.

## Geboren
- William Moerner (1953), natuurkundige en Nobelprijswinnaar (2014)

## Plaatsen in de nabije omgeving
De onderstaande figuur toont nabijgelegen plaatsen in een straal van 16 km rond Pleasanton.